# 東京都北区の町名
東京都北区の町名（とうきょうときたくのちょうめい）では、東京都北区に存在する、または過去に存在した町名を一覧化するとともに、明治時代初期以来の区内の町名の変遷について説明する。

## 北区の前史と行政区画の移り変わり
東京都北区は、昭和22年（1947年）3月15日、従前の滝野川区と王子区の区域をもって成立した。前身の2区のうち、滝野川区は昭和7年（1932年）10月1日、従前の北豊島郡滝野川町 の区域をもって成立した。当時の東京市には35の区があったが、このうち、単一の町村が1つの区になったのは、他に荏原区のみである。王子区は同じ昭和7年（1932年）10月1日、従前の北豊島郡王子町及び岩淵町の区域をもって成立した。以下、明治時代初期から北区成立までの行政区画の変遷について略述する。

### 明治維新から東京市成立まで
現在の北区の区域は、かつては武蔵国豊島郡に属し、近世末には以下の16村が存在した。
上中里村、中里村、田端村、西ヶ原村、滝野川村、豊島村、王子村、十条村、梶原堀之内村（明治10年前後堀之内村と改称）、船方村、神谷村、下村、岩淵宿（岩淵本宿村）、袋村、赤羽根村、稲付村
上記16村の区域がおおむね現在の北区に相当する。ただし、滝野川村の一部は現在の板橋区に、梶原堀之内村の一部は現在の豊島区に、船方村の一部は現在の荒川区に、それぞれ属している。また、浮間地区は大正15年（1926年）、当時の埼玉県北足立郡横曽根村（現・川口市の一部）から岩淵町に編入されたものである。
十条村は明治5年頃までに上十条村・下十条村に分かれた。岩淵宿（岩淵本宿村）は、明治8年（1875年）より岩淵本宿町と称している。他に八官新田という地名も資料に散見されるが、これは下村の一部とみなされている。
明治維新以降、これらの村は武蔵知県事の支配を経て、東京府、小菅県、大宮県に属し、明治4年7月（1871年8月）、廃藩置県実施までの過渡期には複雑な経緯をたどった。
慶応4年7月17日（1868年9月3日）、「江戸ヲ称シテ東京ト為スノ詔書」が発せられ、それまでの「江戸」が「東京」に改称され、東京府が設置された。現・北区の区域については、上中里村、中里村、田端村、西ヶ原村、滝野川村は東京府に編入された。梶原堀之内村と船方村は明治2年1月（1869年3月）に発足した小菅県にいったん編入されたが、同年4月に東京府へ移管された。豊島村、王子村、十条村、神谷村、下村、岩淵本宿村、袋村、赤羽根村、稲付村は、明治2年1月（1869年3月）に発足した大宮県に属した。大宮県は明治2年9月（1869年11月）に浦和県に改称した。
明治4年7月（1871年8月）、廃藩置県が実施された。同年11月（1872年1月）、従来の東京府、品川県、小菅県が廃止されて、新しい東京府が設置された。この時、豊島郡のうち浦和県管轄だった部分（上述の豊島村以下9村を含む）も東京府に編入されることとなった。同じ時期に府内は6大区・97小区に分けられた（いわゆる大区小区制）。明治7年（1874年）3月、区割りが見直され、あらためて11大区・103小区が設置された。後に北区となる区域は、このうちの第9大区第3・6小区に属していた。
その後、郡区町村編制法の施行に伴い、大区小区制は廃止され、明治11年（1878年）11月2日、東京府下に15区6郡（荏原、南豊島、北豊島、東多摩、南足立、南葛飾）が置かれた。後に北区となる区域は、このうちの北豊島郡に属していた。
明治22年（1889年）、市制・町村制が施行され、東京市（15区からなる）が成立、府下の6郡は、既存の町村が整理統合されて85町村となった。85町村のうち北豊島郡に属していたのは19町村で、このうち現在の北区の区域に該当するのは滝野川村、王子村、岩淵町の1町2村である。王子村は明治41年、滝野川村は大正2年にそれぞれ町制施行し、王子町及び滝野川町となった。

### 滝野川区・王子区成立以後
昭和7年（1932年）10月1日、東京市は周辺の5郡（荏原、北豊島、豊多摩、南足立、南葛飾）に属する82町村を編入し、いわゆる大東京市が成立した。なお、従前の6郡のうち、南豊島郡と東多摩郡が明治29年（1896年）に合併して豊多摩郡となっている。編入された82町村は20区に編成され、東京市は既存の15区と合わせ、35区から構成されることとなった。この時、滝野川町の区域をもって滝野川区が、王子町と岩淵町の区域をもって王子区が、それぞれ新設された。
昭和18年（1943年）7月1日、東京府と東京市が廃止されて、新たに東京都が設置された。この時、滝野川区、王子区を含む35区は東京都直轄の区となった。昭和22年（1947年）3月15日、35区は22区に再編される。この時、滝野川区と王子区は廃止され、両区の区域をもって新たに北区が設置された。同年8月1日、板橋区から練馬区が分離して東京都の区部は23区となり、現在に至る。

## 新旧の地名

### 旧村名・大字名・町名
現・北区の区域は、明治22年（1889年）の、市制・町村制施行の時点では、北豊島郡滝野川村、王子村、岩淵町に属していた。これら1町2村と、同年の町村合併前の旧町村との対応関係は次のとおりである。
- 滝野川村 - 上中里村、中里村、田端村、西ヶ原村、（旧）滝野川村（大部分）、下十条村（一部）
- 王子村 - 豊島村、（旧）王子村、上十条村、下十条村、堀之内村（大部分）、船方村（一部）、（旧）滝野川村（一部）
- 岩淵町 - 神谷村、下村、岩淵本宿町、袋村、赤羽根村、稲付村

合併前の旧町村の名称は、合併後の新町村の大字名として継承された。なお、（旧）滝野川村、下十条村、堀之内村、船方村の4村の区域は、下記のように複数の村に編入されている。
- （旧）滝野川村 → （新）滝野川村、王子村、板橋村に分割編入
- 下十条村 → 滝野川村、王子村に分割編入
- 堀之内村 → 飛地は巣鴨村（後の西巣鴨町）に編入
- 船方村 → 滝野川村、尾久村に分割編入

明治の大合併以降、昭和7年（1932年）の滝野川区・王子区成立までの間には以下の変更があった。
- 明治41年（1908年）王子村が町制施行
- 大正2年（1913年）滝野川村が町制施行
- 大正15年（1926年）埼玉県北足立郡横曽根村大字浮間を岩淵町に編入
- 昭和5年（1930年）滝野川町に大字田端新町一〜三丁目（もと大字田端の一部）と大字昭和町一〜三丁目（もと大字中里・上中里の各一部）を新設。

昭和7年（1932年）の滝野川区・王子区成立時、両区の区域内には新たな町名が設定されたが、これには従前の大字名を継承したものと、新たな名称を付したものとがある。顕著な例を挙げれば、王子町の大字堀之内と大字船方は両者の1字ずつを取って「堀船」に変更されており、岩淵町大字下は佳字を用いて「志茂」という表記に変更されている。

### 東京市編入時の新旧町名対照表
滝野川区・王子区の成立時の町名と旧大字名との対応関係は下表の通りである。
| 旧大字名                   | 新区の町名（1932年現在）                                                                                 | 備考 |
| -------------------------- | --- | ---- |
| 滝野川町上中里             | 滝野川区上中里町                                                                                         |      |
| 滝野川町中里               | 滝野川区中里町                                                                                           |      |
| 滝野川町田端               | 滝野川区田端町                                                                                           |      |
| 滝野川町田端新町一〜三丁目 | 滝野川区田端新町一〜三丁目                                                                               |      |
| 滝野川町昭和町一〜三丁目   | 滝野川区昭和町一〜三丁目                                                                                 |      |
| 滝野川町西ヶ原             | 滝野川区西ヶ原町                                                                                         |      |
| 滝野川町滝野川             | 滝野川区滝野川町                                                                                         |      |
| 滝野川町下十条             | 滝野川区滝野川町に編入                                                                                   |      |
| 王子町豊島                 | 王子区豊島町                                                                                             |      |
| 王子町王子                 | 王子区王子町                                                                                             |      |
| 王子町上十条               | 王子区上十条町                                                                                           |      |
| 王子町下十条               | 王子区下十条町                                                                                           |      |
| 王子町堀之内               | 王子区堀船町一丁目                                                                                       |      |
| 王子町船方                 | 王子区堀船町二丁目                                                                                       |      |
| 王子町滝野川               | 王子区王子町に編入                                                                                       |      |
| 岩淵町神谷                 | 王子区神谷町一・二丁目                                                                                   |      |
| 岩淵町下                   | 王子区志茂町一〜三丁目                                                                                   |      |
| 岩淵町岩淵本宿             | 王子区岩淵町一・二丁目                                                                                   |      |
| 岩淵町袋                   | 王子区袋町一〜三丁目                                                                                     |      |
| 岩淵町赤羽根               | 王子区赤羽町一〜五丁目                                                                                   |      |
| 岩淵町稲付                 | 王子区稲付町一〜五丁目・稲付庚塚町・稲付西町一〜六丁目・稲付梅木町・稲付西山町・稲付出井頭町・稲付島下町 |      |
| 岩淵町浮間                 | 王子区浮間町                                                                                             |      |

### 北区による住居表示実施後の新旧町名対照表
北区では、1964年から順次区内の住居表示が実施され、1976年までに全域の住居表示実施が完了した。なお、北区では住居表示とは別に、早い時期から大規模な町名地番整理が進められており、第二次大戦以前に町名変更済みの地区もある。
住居表示法施行以前の町名地番整理で成立した町は以下のとおりである。これらの町域については、1960年代にあらためて住居表示が実施されている（住居表示実施後の町名については、後出の表を参照）。
- 昭和5年（1930年）成立 - 田端新町一〜三丁目、昭和町一〜三丁目
- 昭和14年（1939年）成立 - 豊島一〜八丁目、王子一〜五丁目、岸町一・二丁目、上十条一〜五丁目、十条仲原一〜四丁目、中十条一〜四丁目、東十条一〜六丁目
- 昭和28年（1953年）成立 - 上中里一・二丁目、栄町、西ケ原一〜四丁目、滝野川一〜七丁目
- 昭和31年（1956年）成立 - 堀船一〜四丁目、王子本町一〜三丁目
- 昭和35年（1960年）成立 - 浮間一〜五丁目

以下は、住居表示実施以前（1960年現在）の町名と現行町名との対照表である。
| 町名（1960年現在） | 町成立直前の旧地名                               | 町の成立年  | 町の廃止年                       | 現町名                                                           | 備考                             |
| ------------------ | ------------------------------------------------ | ----------- | -------------------------------- | ---------------------------------------------------------------- | -------------------------------- |
| 田端町             | 滝野川町田端                                     | 1932        | 1976                             | 東田端1・2、田端1〜6、中里3                                      |                                  |
| 田端新町一〜三丁目 | 滝野川町田端                                     | 1932 (1930) | 1966住居表示（町名は存続）       | 田端新町1〜3                                                     | 1930年、滝野川町の大字として成立 |
| 中里町             | 滝野川町中里                                     | 1932        | 1976                             | 中里1〜3                                                         |                                  |
| 昭和町一〜三丁目   | 滝野川町中里・上中里                             | 1932 (1930) | 1966住居表示（町名は存続）       | 昭和町1〜3                                                       | 1930年、滝野川町の大字として成立 |
| 上中里一・二丁目   | 北区上中里町・下中里町                           | 1953        | 1965住居表示（町名は存続）       | 上中里1・2                                                       | 1966年に3丁目設置                |
| 上中里町           | 滝野川町上中里                                   | 1932        | 1966                             | 上中里3                                                          | 1953年の町名整理後の残余         |
| 堀船町一・二丁目   | 王子町堀之内・船方                               | 1932        | 1964住居表示（町名は存続）       | 堀船1〜4                                                         | 1〜4丁目に分かれるのは1956年から |
| 栄町               | 北区西ヶ原町                                     | 1953        | 1966住居表示（町名は存続）       | 栄町                                                             |                                  |
| 西ケ原一〜四丁目   | 北区西ヶ原町                                     | 1953        | 1965・1976住居表示（町名は存続） | 西ケ原1〜4                                                       |                                  |
| 西ヶ原町           | 滝野川町西ヶ原                                   | 1932        | 1976                             | 西ケ原1、中里2                                                   | 1953年の町名整理後の残余         |
| 滝野川一〜七丁目   | 北区滝野川町                                     | 1953        | 1968住居表示（町名は存続）       | 滝野川1〜7                                                       |                                  |
| 豊島一〜八丁目     | 王子区豊島町・堀船1                              | 1939        | 1966住居表示（町名は存続）       | 豊島1〜8                                                         |                                  |
| 王子一〜五丁目     | 王子区王子町・下十条町                           | 1939        | 1965住居表示（町名は存続）       | 王子1〜6、東十条3                                                |                                  |
| 王子本町一〜三丁目 | 北区王子町                                       | 1956        | 1966住居表示（町名は存続）       | 王子本町1〜3、十条台1                                            |                                  |
| 王子町             | 王子町王子・滝野川                               | 1932        | 未詳（1966か）                   | 王子本町1                                                        | 王子本町成立後の残余             |
| 岸町一・二丁目     | 王子区王子町・下十条町                           | 1939        | 1966住居表示（町名は存続）       | 岸町1・2                                                         |                                  |
| 下十条町           | 王子町下十条                                     | 1932        | 1967                             | 王子本町3、十条台1・2、上十条3                                   | 1939年の町名整理後の残余         |
| 上十条一〜五丁目   | 王子区上十条町・下十条町                         | 1939        | 1967住居表示（町名は存続）       | 上十条1〜5、中十条1                                              |                                  |
| 十条仲原一〜四丁目 | 王子区上十条町                                   | 1939        | 1967住居表示（町名は存続）       | 十条仲原1〜4、上十条5                                            |                                  |
| 中十条一〜四丁目   | 王子区下十条町                                   | 1939        | 1966住居表示（町名は存続）       | 中十条1〜4                                                       |                                  |
| 東十条一〜六丁目   | 王子区上十条町・下十条町                         | 1939        | 1964住居表示（町名は存続）       | 東十条1〜6、神谷1                                                |                                  |
| 上十条町           | 王子町十条                                       | 1932        | 1967                             | 東十条3、上十条3                                                 | 1939年の町名変更後の残余         |
| 神谷町一・二丁目   | 岩淵町神谷                                       | 1932        | 1967                             | 神谷1〜3                                                         | 1・2丁目に分かれるのは1957年     |
| 志茂町一〜三丁目   | 岩淵町下                                         | 1932        | 1967                             | 志茂1〜5                                                         |                                  |
| 岩淵町一・二丁目   | 岩淵町岩淵本宿                                   | 1932        | 1976                             | 赤羽1〜3、赤羽南1、岩淵町                                        |                                  |
| 稲付町一〜五丁目   | 岩淵町稲付（字柳田・道女喜・吉原・番場・寺ノ上） | 1932        | 1971                             | 東十条6、赤羽西1〜4、赤羽1・2、赤羽南1・2                        |                                  |
| 稲付庚塚町         | 岩淵町稲付（字庚塚）                             | 1932        | 1965                             | 赤羽西4・5                                                       |                                  |
| 稲付西町一〜六丁目 | 岩淵町稲付（字西町）                             | 1932        | 1965                             | 赤羽西3・4、西が丘1・2                                           |                                  |
| 稲付梅木町         | 岩淵町稲付（字梅ノ木）                           | 1932        | 1965                             | 西が丘2                                                          |                                  |
| 稲付西山町         | 岩淵町稲付（字西山）                             | 1932        | 1971                             | 西が丘2・3、上十条4                                              |                                  |
| 稲付出井頭町       | 岩淵町稲付（字出井頭）                           | 1932        | 1971                             | 西が丘3                                                          |                                  |
| 稲付島下町         | 岩淵町稲付（字島下リ）                           | 1932        | 1971                             | 赤羽西5・6、西が丘3                                              |                                  |
| 赤羽町一〜五丁目   | 岩淵町赤羽根                                     | 1932        | 1971                             | 桐ケ丘1・2、赤羽台3・4、赤羽西1・4〜6、赤羽1〜3、赤羽南1、岩淵町 |                                  |
| 袋町一〜三丁目     | 岩淵町袋                                         | 1932        | 1972                             | 桐ケ丘1・2、赤羽北1〜3、赤羽台3・4、赤羽3                        |                                  |
| 浮間一〜五丁目     | 北区浮間町                                       | 1960        | 1966住居表示（町名は存続）       | 浮間1〜5                                                         |                                  |

## 現行行政地名
北区では全区において住居表示の実施が完了している。以下は住居表示実施後の町名と、当該住居表示実施直前の旧町名の一覧である。旧町名の後に「（全）」と注記したもの以外は当該旧町域の一部である。
| 町名         | 町名の読み     | 町区域新設年月日 | 住居表示実施年月日                                                                                     | 住居表示実施前の町名等             | 備考 |
| ------------ | -------------- | ---------------- | --- | ---------------------------------- | ---- |
| 赤羽一丁目   | あかばね       | 1971.7.1         | 赤羽町1・2、岩淵町1・2、袋町2、稲付町1・3                                                              |                                    |      |
| 赤羽二丁目   | あかばね       | 1971.7.1         | 赤羽町1・2、岩淵町1・2、袋町2、稲付町1・3                                                              |                                    |      |
| 赤羽三丁目   | あかばね       | 1972.2.1         | 赤羽町1・2、岩淵町1・2、袋町2、稲付町1・3                                                              |                                    |      |
| 赤羽四丁目   | あかばねきた   | 1964.6.15        | 袋町1〜3                                                                                               |                                    |      |
| 赤羽北一丁目 | あかばねきた   | 1964.6.15        | 袋町1〜3                                                                                               |                                    |      |
| 赤羽北二丁目 | あかばねきた   | 1964.6.15        | 袋町1〜3                                                                                               |                                    |      |
| 赤羽台一丁目 | あかばねだい   | 1965.11.1        | 赤羽台1・2（全）、赤羽町2・3・5、袋町1〜3                                                              |                                    |      |
| 赤羽台二丁目 | あかばねだい   | 1965.11.1        | 赤羽台1・2（全）、赤羽町2・3・5、袋町1〜3                                                              |                                    |      |
| 赤羽台三丁目 | あかばねだい   | 1964.6.15        | 赤羽台1・2（全）、赤羽町2・3・5、袋町1〜3                                                              |                                    |      |
| 赤羽台四丁目 | あかばねだい   | 1964.6.15        | 赤羽台1・2（全）、赤羽町2・3・5、袋町1〜3                                                              |                                    |      |
| 赤羽西一丁目 | あかばねにし   | 1965.11.1        | 稲付町4・5（全）、稲付庚塚町（全）、稲付島下町、稲付町2・3、稲付西町1・2・6、赤羽町1・2・4・5、赤羽台2 |                                    |      |
| 赤羽西二丁目 | あかばねにし   | 1965.11.1        | 稲付町4・5（全）、稲付庚塚町（全）、稲付島下町、稲付町2・3、稲付西町1・2・6、赤羽町1・2・4・5、赤羽台2 |                                    |      |
| 赤羽西三丁目 | あかばねにし   | 1965.11.1        | 稲付町4・5（全）、稲付庚塚町（全）、稲付島下町、稲付町2・3、稲付西町1・2・6、赤羽町1・2・4・5、赤羽台2 |                                    |      |
| 赤羽西四丁目 | あかばねにし   | 1965.11.1        | 稲付町4・5（全）、稲付庚塚町（全）、稲付島下町、稲付町2・3、稲付西町1・2・6、赤羽町1・2・4・5、赤羽台2 |                                    |      |
| 赤羽西五丁目 | あかばねにし   | 1965.11.1        | 稲付町4・5（全）、稲付庚塚町（全）、稲付島下町、稲付町2・3、稲付西町1・2・6、赤羽町1・2・4・5、赤羽台2 |                                    |      |
| 赤羽西六丁目 | あかばねにし   | 1965.11.1        | 稲付町4・5（全）、稲付庚塚町（全）、稲付島下町、稲付町2・3、稲付西町1・2・6、赤羽町1・2・4・5、赤羽台2 |                                    |      |
| 赤羽南一丁目 | あかばねみなみ | 1971.7.1         | 稲付町1〜3、岩淵町2、赤羽町1                                                                           |                                    |      |
| 赤羽南二丁目 | あかばねみなみ | 1971.7.1         | 稲付町1〜3、岩淵町2、赤羽町1                                                                           |                                    |      |
| 岩淵町       | いわぶちまち   | 1972.2.1         | 岩淵町1、赤羽町1                                                                                       |                                    |      |
| 浮間一丁目   | うきま         | 1966.10.1        | 浮間町（全）                                                                                           |                                    |      |
| 浮間二丁目   | うきま         | 1966.10.1        | 浮間町（全）                                                                                           |                                    |      |
| 浮間三丁目   | うきま         | 1966.10.1        | 浮間町（全）                                                                                           |                                    |      |
| 浮間四丁目   | うきま         | 1966.10.1        | 浮間町（全）                                                                                           |                                    |      |
| 浮間五丁目   | うきま         | 1966.10.1        | 浮間町（全）                                                                                           |                                    |      |
| 西が丘一丁目 | にしがおか     | 1965.11.1        | 稲付西町3〜5、稲付梅木町、稲付出井頭町（以上全）、稲付西町1・2・6、稲付西山町、稲付島下町              |                                    |      |
| 西が丘二丁目 | にしがおか     | 1965.11.1        | 稲付西町3〜5、稲付梅木町、稲付出井頭町（以上全）、稲付西町1・2・6、稲付西山町、稲付島下町              |                                    |      |
| 西が丘三丁目 | にしがおか     | 1971.7.1         | 稲付西町3〜5、稲付梅木町、稲付出井頭町（以上全）、稲付西町1・2・6、稲付西山町、稲付島下町              |                                    |      |
| 西が丘四丁目 | にしがおか     | 1971.7.1         | 稲付西町3〜5、稲付梅木町、稲付出井頭町（以上全）、稲付西町1・2・6、稲付西山町、稲付島下町              |                                    |      |
| 上中里一丁目 | かみなかざと   | 1965.7.1         | 上中里1・2（全）、上中里町（全）                                                                       |                                    |      |
| 上中里二丁目 | かみなかざと   | 1965.7.1         | 上中里1・2（全）、上中里町（全）                                                                       |                                    |      |
| 上中里三丁目 | かみなかざと   | 1966.2.1         | 上中里1・2（全）、上中里町（全）                                                                       |                                    |      |
| 桐ケ丘一丁目 | きりがおか     | 968.5.15         | 赤羽町3・5、袋町1・3                                                                                   |                                    |      |
| 桐ケ丘二丁目 | きりがおか     | 1964.6.15        | 赤羽町3・5、袋町1・3                                                                                   |                                    |      |
| 志茂五丁目   | しも           | 1967.5.1         | 志茂1〜5                                                                                               | 町名は1957年成立、直前は志茂町1〜3 |      |
| 志茂一丁目   | しも           | 1967.5.1         | 志茂1〜5                                                                                               | 町名は1957年成立、直前は志茂町1〜3 |      |
| 志茂二丁目   | しも           | 1967.5.1         | 志茂1〜5                                                                                               | 町名は1957年成立、直前は志茂町1〜3 |      |
| 志茂三丁目   | しも           | 1967.5.1         | 志茂1〜5                                                                                               | 町名は1957年成立、直前は志茂町1〜3 |      |
| 志茂四丁目   | しも           | 1967.5.1         | 志茂1〜5                                                                                               | 町名は1957年成立、直前は志茂町1〜3 |      |

| 町名           | 町名の読み           | 町区域新設年月日 | 住居表示実施年月日                                                   | 住居表示実施前の町名等                                   | 備考 |
| -------------- | -------------------- | ---------------- | -------------------------------------------------------------------- | -------------------------------------------------------- | ---- |
| 王子一丁目     | おうじ               | 1965.7.1         | 王子1・4（全）、王子2・3・5                                          |                                                          |      |
| 王子二丁目     | おうじ               | 1965.7.1         | 王子1・4（全）、王子2・3・5                                          |                                                          |      |
| 王子三丁目     | おうじ               | 1965.7.1         | 王子1・4（全）、王子2・3・5                                          |                                                          |      |
| 王子四丁目     | おうじ               | 1965.7.1         | 王子1・4（全）、王子2・3・5                                          |                                                          |      |
| 王子五丁目     | おうじ               | 1965.7.1         | 王子1・4（全）、王子2・3・5                                          |                                                          |      |
| 王子六丁目     | おうじ               | 1965.7.1         | 王子1・4（全）、王子2・3・5                                          |                                                          |      |
| 王子本町一丁目 | おうじほんちょう     | 1966.11.15       | 王子本町1・2（全）、王子本町3、下十条町                              |                                                          |      |
| 王子本町二丁目 | おうじほんちょう     | 1966.11.15       | 王子本町1・2（全）、王子本町3、下十条町                              |                                                          |      |
| 王子本町三丁目 | おうじほんちょう     | 1966.11.15       | 王子本町1・2（全）、王子本町3、下十条町                              |                                                          |      |
| 上十条一丁目   | かみじゅうじょう     | 1966.11.15       | 上十条2〜5（全）、上十条町、上十条1、下十条町、十条仲原2、稲付西山町 |                                                          |      |
| 上十条二丁目   | かみじゅうじょう     | 967.5.1          | 上十条2〜5（全）、上十条町、上十条1、下十条町、十条仲原2、稲付西山町 |                                                          |      |
| 上十条三丁目   | かみじゅうじょう     | 1967.5.1         | 上十条2〜5（全）、上十条町、上十条1、下十条町、十条仲原2、稲付西山町 |                                                          |      |
| 上十条四丁目   | かみじゅうじょう     | 1967.5.1         | 上十条2〜5（全）、上十条町、上十条1、下十条町、十条仲原2、稲付西山町 |                                                          |      |
| 上十条五丁目   | かみじゅうじょう     | 1967.5.1         | 上十条2〜5（全）、上十条町、上十条1、下十条町、十条仲原2、稲付西山町 |                                                          |      |
| 十条台一丁目   | じゅうじょうだい     | 1966.11.15       | 下十条町、王子本町3                                                  |                                                          |      |
| 十条台二丁目   | じゅうじょうだい     | 967.5.1          | 下十条町、王子本町3                                                  |                                                          |      |
| 十条仲原一丁目 | じゅうじょうなかはら | 1967.5.1         | 十条仲原1・3・4（全）、十条仲原2                                     |                                                          |      |
| 十条仲原二丁目 | じゅうじょうなかはら | 1967.5.1         | 十条仲原1・3・4（全）、十条仲原2                                     |                                                          |      |
| 十条仲原三丁目 | じゅうじょうなかはら | 1967.5.1         | 十条仲原1・3・4（全）、十条仲原2                                     |                                                          |      |
| 十条仲原四丁目 | じゅうじょうなかはら | 1967.5.1         | 十条仲原1・3・4（全）、十条仲原2                                     |                                                          |      |
| 中十条一丁目   | なかじゅうじょう     | 1966.11.15       | 中十条1〜4（全）、上十条1                                            |                                                          |      |
| 中十条二丁目   | なかじゅうじょう     | 1966.11.15       | 中十条1〜4（全）、上十条1                                            |                                                          |      |
| 中十条三丁目   | なかじゅうじょう     | 1966.11.15       | 中十条1〜4（全）、上十条1                                            |                                                          |      |
| 中十条四丁目   | なかじゅうじょう     | 1966.11.15       | 中十条1〜4（全）、上十条1                                            |                                                          |      |
| 東十条一丁目   | ひがしじゅうじょう   | 1964.12.1        | 東十条1〜6（全）、上十条町、王子5、神谷町1、稲付町2                  |                                                          |      |
| 東十条二丁目   | ひがしじゅうじょう   | 1964.12.1        | 東十条1〜6（全）、上十条町、王子5、神谷町1、稲付町2                  |                                                          |      |
| 東十条三丁目   | ひがしじゅうじょう   | 1964.12.1        | 東十条1〜6（全）、上十条町、王子5、神谷町1、稲付町2                  |                                                          |      |
| 東十条四丁目   | ひがしじゅうじょう   | 1964.12.1        | 東十条1〜6（全）、上十条町、王子5、神谷町1、稲付町2                  |                                                          |      |
| 東十条五丁目   | ひがしじゅうじょう   | 1964.12.1        | 東十条1〜6（全）、上十条町、王子5、神谷町1、稲付町2                  |                                                          |      |
| 東十条六丁目   | ひがしじゅうじょう   | 1964.12.1        | 東十条1〜6（全）、上十条町、王子5、神谷町1、稲付町2                  |                                                          |      |
| 神谷一丁目     | かみや               | 1967.5.1         | 神谷町2（全）、神谷町1                                               | 町名成立は1957年                                         |      |
| 神谷二丁目     | かみや               | 1967.5.1         | 神谷町2（全）、神谷町1                                               | 町名成立は1957年                                         |      |
| 神谷三丁目     | かみや               | 1967.5.1         | 神谷町2（全）、神谷町1                                               | 町名成立は1957年                                         |      |
| 岸町一丁目     | きしまち             | 1966.11.15       | 岸町1・2（全）                                                       | 町名成立は1939年、直前は王子区王子町・下十条町・下十条町 |      |
| 岸町二丁目     | きしまち             | 1966.11.15       | 岸町1・2（全）                                                       | 町名成立は1939年、直前は王子区王子町・下十条町・下十条町 |      |
| 豊島一丁目     | としま               | 1966.3.1         | 豊島1〜8、王子2・3                                                   |                                                          |      |
| 豊島二丁目     | としま               | 1966.3.1         | 豊島1〜8、王子2・3                                                   |                                                          |      |
| 豊島三丁目     | としま               | 1966.3.1         | 豊島1〜8、王子2・3                                                   |                                                          |      |
| 豊島四丁目     | としま               | 1966.3.1         | 豊島1〜8、王子2・3                                                   |                                                          |      |
| 豊島五丁目     | としま               | 1966.3.1         | 豊島1〜8、王子2・3                                                   |                                                          |      |
| 豊島六丁目     | としま               | 1966.3.1         | 豊島1〜8、王子2・3                                                   |                                                          |      |
| 豊島七丁目     | としま               | 1966.3.1         | 豊島1〜8、王子2・3                                                   |                                                          |      |
| 豊島八丁目     | としま               | 1966.3.1         | 豊島1〜8、王子2・3                                                   |                                                          |      |

| 町名           | 町名の読み     | 町区域新設年月日 | 住居表示実施年月日         | 住居表示実施前の町名等                                   | 備考 |
| -------------- | -------------- | ---------------- | -------------------------- | -------------------------------------------------------- | ---- |
| 滝野川一丁目   | たきのがわ     | 1964.11.1        | 滝野川1〜7                 | 町名成立は1953年、直前は滝野川町                         |      |
| 滝野川二丁目   | たきのがわ     | 1964.11.1        | 滝野川1〜7                 | 町名成立は1953年、直前は滝野川町                         |      |
| 滝野川三丁目   | たきのがわ     | 1964.11.1        | 滝野川1〜7                 | 町名成立は1953年、直前は滝野川町                         |      |
| 滝野川四丁目   | たきのがわ     | 1964.11.1        | 滝野川1〜7                 | 町名成立は1953年、直前は滝野川町                         |      |
| 滝野川五丁目   | たきのがわ     | 1964.11.1        | 滝野川1〜7                 | 町名成立は1953年、直前は滝野川町                         |      |
| 滝野川六丁目   | たきのがわ     | 1964.11.1（      | 滝野川1〜7                 | 町名成立は1953年、直前は滝野川町                         |      |
| 滝野川七丁目   | たきのがわ     | 1968.2.1         | 滝野川1〜7                 | 町名成立は1953年、直前は滝野川町                         |      |
| 田端一丁目     | たばた         | 1976.5.1         | 田端町                     |                                                          |      |
| 田端二丁目     | たばた         | 1976.5.1         | 田端町                     |                                                          |      |
| 田端三丁目     | たばた         | 1976.5.1         | 田端町                     |                                                          |      |
| 田端四丁目     | たばた         | 1976.5.1         | 田端町                     |                                                          |      |
| 田端五丁目     | たばた         | 1976.5.1         | 田端町                     |                                                          |      |
| 田端六丁目     | たばた         | 1976.5.1         | 田端町                     |                                                          |      |
| 田端新町一丁目 | たばたしんまち | 1966.2.1         | 田端新町1〜3               | 町名成立は1947年                                         |      |
| 田端新町二丁目 | たばたしんまち | 1966.2.1         | 田端新町1〜3               | 町名成立は1947年                                         |      |
| 田端新町三丁目 | たばたしんまち | 1966.2.1         | 田端新町1〜3               | 町名成立は1947年                                         |      |
| 東田端一丁目   | ひがしたばた   | 1969.5.15        | 田端町                     |                                                          |      |
| 東田端二丁目   | ひがしたばた   | 1969.5.15        | 田端町                     |                                                          |      |
| 栄町           | さかえちょう   | 1966.2.1         | 栄町（全）                 | 町名成立は1953年、直前は西ヶ原町                         |      |
| 昭和町一丁目   | しょうわまち   | 1966.2.1         | 昭和町1〜3                 | 町名成立は1930年、直前は北豊島郡滝野川町大字中里・上中里 |      |
| 昭和町二丁目   | しょうわまち   | 1966.2.1         | 昭和町1〜3                 | 町名成立は1930年、直前は北豊島郡滝野川町大字中里・上中里 |      |
| 昭和町三丁目   | しょうわまち   | 1966.2.1         | 昭和町1〜3                 | 町名成立は1930年、直前は北豊島郡滝野川町大字中里・上中里 |      |
| 中里一丁目     | なかざと       | 1976.5.1         | 中里町、西ケ原1、田端町    |                                                          |      |
| 中里二丁目     | なかざと       | 1976.5.1         | 中里町、西ケ原1、田端町    |                                                          |      |
| 中里三丁目     | なかざと       | 1976.5.1         | 中里町、西ケ原1、田端町    |                                                          |      |
| 西ケ原一丁目   | にしがはら     | 1976.5.1         | 西ケ原1〜4（全）、西ヶ原町 |                                                          |      |
| 西ケ原二丁目   | にしがはら     | 1965.7.1         | 西ケ原1〜4（全）、西ヶ原町 |                                                          |      |
| 西ケ原三丁目   | にしがはら     | 1965.7.1         | 西ケ原1〜4（全）、西ヶ原町 |                                                          |      |
| 西ケ原四丁目   | にしがはら     | 1965.7.1         | 西ケ原1〜4（全）、西ヶ原町 |                                                          |      |
| 堀船一丁目     | ほりふね       | 1964.12.1        | 堀船1〜4（全）             | 町名成立は1956年、直前は堀船町1・2                       |      |
| 堀船二丁目     | ほりふね       | 1964.12.1        | 堀船1〜4（全）             | 町名成立は1956年、直前は堀船町1・2                       |      |
| 堀船三丁目     | ほりふね       | 1964.12.1        | 堀船1〜4（全）             | 町名成立は1956年、直前は堀船町1・2                       |      |
| 堀船四丁目     | ほりふね       | 1964.12.1        | 堀船1〜4（全）             | 町名成立は1956年、直前は堀船町1・2                       |      |